# Палагута Федір Данилович
Палагута Федір Данилович псевдо. «Південний» (нар. 1895 — пом. н.д.) — український військовий, лідер повстанської організації УНР-івського спрямування «Патріотичне кубло» в Ічнянському районі на Чернігівщині, один з керівників руху опору проти російської більшовицької окупації у 1922 році на півночі УНР.

## Життєпис
Народився у 1895 році, проживав у місті Ічня Чернігівської області, працював завідуючим обозним ічнянської заготівельної контори. У віці 27 років, під час Другої радянсько-української війни, навесні 1922 року, разом з іншими активістами організував українську антирадянську організацію Патріотичне кубло, був обраним її керівником.
Учасники організації займалися поширенням антирадянської та української патріотичної літератури. Також були налагоджені зв'язки із залишками повстанських рухів колишньої Армії УНР, керівництвом повстанського загону Скубана й Скрипченка, що утворився з решток розгромленого руху отамана Ангела. Нових членів в організацію обирали обережно, але регулярно. Інформацію про кандидатів дізнавались через своїх розвідників, шпигунів, та випитували в п'яних більшовиків. Шпигунську діяльність міг здійснювати кожен член організації, але кандидатура затверджувалася президією. Зібрання проводилися на квартирі Федора Палагути, де слухалися доповіді, розроблялися плани дій, встановлювалися зв'язки з іншими повстанськими організаціями та загонами.
Повстанськими селами, які контролювало «Патріотичне кубло» стали: Заудайка, Жадьківка, Гужівка, Лісові Сорочинці, Вільшана, Грабів, Нечволодів, Радьківка та Гмирянка. Сама Ічня влітку 1922 року кожної ночі була у розпорядженні повстанців, які стріляли в хати радянських активістів.
Невдовзі в організацію проникнув агент радянської ДПУ, який зміг вмовити на зраду деяких членів «Патріотичного кубла». Курінь патріотів було оточено більшовиками, відбувся нерівний бій. Ватажок Федір Палагута не бажаючи потрапити в полон намагався застрелитися, але зробити це йому не вдалося. 25 жовтня 1922 року радянською окупаційною владою в Ічні було оголошено воєнний стан, чекісти провели операцію по ліквідації повстання, було арештовано 100 осіб. Видав повстанців радянський чекіст Микола Павленко.
Суд над повстанцями розпочався 10 травня 1923 року. Радянська газета «Красное знамя» писала про успішну операцію знешкодження політичної «петлюрівської організації» «Патріотичне кубло», що складалося із сільської інтелігенції. Федора Палагуту було засуджено до розстрілу, але 25 березня 1925 року президія ВУЦВК ухвалила всі смертні вироки за справою замінити на 10 років ув'язнення в концтаборі, проте у справах відсутні відомості про перегляд справи чи реабілітацію названих осіб. Подальша його доля невідома. 27 липня 1989 року був реабілітований радянською владою, як необґрунтовано репресований.

Якщо нам і не вдасться повністю перемогти, знайте одне: ми — на правильному шляху. Про нашу боротьбу ще згадуватимуть майбутні покоління!
— Повстанський ватажок Федір Палагута, 1922 рік